# Michelin (gromada)
Michelin – dawna gromada, czyli najmniejsza jednostka podziału terytorialnego Polskiej Rzeczypospolitej Ludowej w latach 1954–1972.
Gromady, z gromadzkimi radami narodowymi (GRN) jako organami władzy najniższego stopnia na wsi, funkcjonowały od reformy reorganizującej administrację wiejską przeprowadzonej jesienią 1954 do momentu ich zniesienia z dniem 1 stycznia 1973, tym samym wypierając organizację gminną w latach 1954–1972.
Gromadę Michelin z siedzibą GRN w Michelinie (obecnie w granicach Włocławka) utworzono – jako jedną z 8759 gromad na obszarze Polski – w powiecie włocławskim w woj. bydgoskim, na mocy uchwały nr 24/17 WRN w Bydgoszczy z dnia 5 października 1954. W skład jednostki weszły obszary dotychczasowych gromad Michelin, Mielęcin i Nowa Wieś oraz lasy Smólskie z dotychczasowej gromady Smólsk ze zniesionej gminy Śmiłowice, ponadto osada leśna Krzywe Błoto, cegielnia Falbanka oraz leśnictwa Falbanka i Ostrowy z dotychczasowej gromady Ostrowy, a także osady Łuba I, Łuba II i Przyruda z dotychczasowej gromady Zdrojowisko Wieniec ze zniesionej gminy Łęg, w tymże powiecie. Dla gromady ustalono 23 członków gromadzkiej rady narodowej.
31 grudnia 1959 do gromady Michelin włączono wsie Smólsk i Nowy Potok oraz miejscowości Józefowo Osada Młyńska, Potok Folwark i Smólsk Folwark ze zniesionej gromady Pikutkowo w tymże powiecie.
1 stycznia 1961 z gromady Michelin wyłączono część oddziałów leśnych nr nr 62, 89A, 910A, 109A, 110A o obszarze 58 ha, włączając je do gromady Modzerowo w tymże powiecie; do gromady Michelin włączono natomiast część oddziałów leśnych nr nr 18, 19, 20, 35, 36 i 63 o ogólnej powierzchni 92 ha z gromady Modzerowo w tymże powiecie.
Gromada przetrwała do końca 1972 roku, czyli do kolejnej reformy gminnej.